# Global Accessibility Awareness Day
Der Global Accessibility Awareness Day (GAAD) (deutsch: Welttag der Barrierefreiheit) ist ein Aktionstag, der sich auf digitalen Zugriff und Inklusion für mehr als eine Milliarde Menschen mit Behinderung oder Beeinträchtigungen konzentriert. Er ist  jährlich für den dritten Donnerstag im Mai festgelegt. 
Das Motto der offiziellen Webseite des GAAD lautet: „Das Ziel von GAAD ist es, alle zum Reden, Denken und Lernen über digitale (Web, Software, Mobile, etc.)-Zugänglichkeit und Menschen mit unterschiedlichen Behinderungen zu bringen“.
Zielpublikum des GAAD sind die Personen, die die Konzeption, die Entwicklung und die Benutzerfreundlichkeit verantworten. Während sich die Menschen vielleicht für das Thema interessieren, Technologie für Menschen mit Behinderungen zugänglich und nutzbar zu machen, ist die Realität, dass sie oft nicht wissen, wie oder wo sie anfangen sollen. Das Bewusstmachen kommt an erster Stelle."
Global Accessibility Awareness Day startete im Mai 2012. Inspiriert wurde es von einem Blogbeitrag des aus Los Angeles stammenden Webentwicklers Joe Devon. Devon arbeitete mit Jennison Asuncion, einem Barrierefreiheit-Experten aus Toronto, zusammen, um GAAD zu gründen.
Im Jahr 2018 wurden, neben einer Vielzahl von virtuellen Aktionen zum GAAD, auch öffentliche Veranstaltungen in nicht weniger als neunzehn Ländern auf sechs Kontinenten durchgeführt.
Neben Nordamerika und Indien entdecken auch europäische Universitäten, Forschungseinrichtungen und Betriebe der Informationsverarbeitung den GAAD für sich, um vorhandene Lösungen vorzustellen oder im Dialog fehlende Hilfen zu erkennen.